# Drunken Sailor

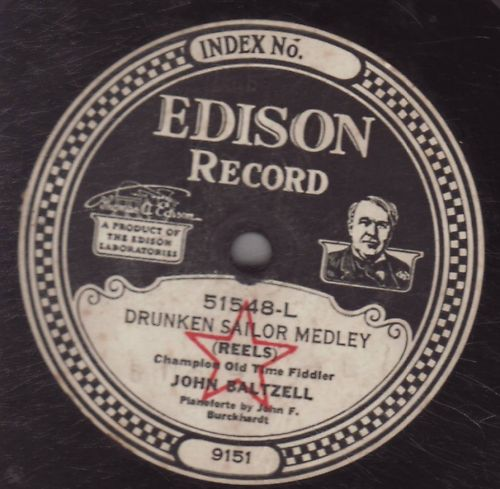
Deska gramofonové společnosti Edison Record (č. 51548-L, asi rok 1923) s různými verzemi písně Drunken Sailor.

Drunken Sailor, známá také pod názvem What Shall We Do with a/the Drunken Sailor? (česky Co máme dělat s opilým námořníkem?), je populární lidová píseň. Předpokládá se, že první verze této písně je zhruba z počátku 19. století. V druhé polovině 19. století údajně byla jednou ze dvou povolených písní v Britském královském námořnictvu. Ve 20. století byla v repertoáru řady zpěváků a skupin, nejznámější je zřejmě nahrávka skupiny The Irish Rovers.

## Text
Vzhledem k tomu, že jde o lidovou píseň, existují různé varianty textu. Tento je ve zpěvníku Já písnička 3 od nakladatelství Music Cheb s.r.o.:
1. |: What will we do with the drunken sailor :| 3x

early in the morning

R.: |: Hoo-ray and up she rises :| 3x 

early in the morning

2. |: Put him in the long boat till he's sober :| 3x 

early in the morning
R.
3. |: Pull out the plug and wet him all over :| 3x 

early in the morning
R.
4. |:Put him in the scuppers with hose-pipe on him :| 3x 

early in the morning
R.
5. |: Heave him by the leg in running bowline :| 3x 

early in the morning
R.
6. |: Tie him to the taffrail when she's yardarm under :| 3x 

early in the morning
R.

## Česká verze textu
- Čert ví (kdy kotvy zvednem), český text Zdeněk Borovec, interpret Waldemar Matuška (1970)
- V hospodě U tří bernardýnů je zlidovělý popěvek s nejasnou historií. Podle nedoloženého tvrzení se jedná o popěvek složený Waldemarem Matuškou ještě před vznikem textu Čert ví a některé části Borovcova textu jsou do něho vkládány v rámci lidové tvořivosti.